# Томас Ліптон
Сер Томас Джонстон Ліптон, KCVO (англ. Sir Thomas Johnstone Lipton, 10 травня 1848, Глазго — 2 жовтня 1931, Лондон) — шотландський торговець і яхтсмен, творець бренду чаю «Lipton». Також він був найстійкішим суперником в історії Кубка Америки.

## Біографія
Народився Томас Ліптон 10 травня 1848 року в Глазго, Шотландія. Вже з п'яти років він допомагав батькові в бакалійній крамниці, а коли померли його брат і сестра, він змушений був залишити школу. У 15 років він виїхав до США, виконував різноманітну роботу, але, врешті-решт, став продавцем в бакалійному відділі в нью-йоркському універмазі. Він отримав можливість дізнатися роботу універмагів зсередини.
На батьківщину він повернувся в 1871 році, маючи знання і 100 фунтів стерлінгів. У Глазго він відкрив власний бакалійний магазин, в якому сам був керівником, продавцем і закупником. Покупців він залучав невеликими цінами та красиво оформленими вітринами. У 1881 році до Різдва ним був замовлений найбільший шматок сиру, за яким відразу вишикувалися черги. Ліптон був здатний на різні вигадки, і торгівля йшла успішно. До середини 1880-х років він володів уже 11 магазинами в Шотландії, а в 1885 році купив пакувальну фабрику і склади в Чикаго.
У 1890 році Ліптон почав чайний бізнес, завдяки якому його ім'я стало відоме у будь-якому куточку земної кулі. Він купив на Цейлоні п'ять чайних плантацій, на яких ставив експерименти. Його метою був якісний чай за доступною ціною. Він обходився без посередників, маючи свої плантації і свій флот, і тому його чай був недорогим. Він упаковував чай у картонні пачки, і сама упаковка була впізнаваною. Сама королева Вікторія була великою прихильницею цього чаю. У 1897 році Томас Ліптон був посвячений в лицарі.
У 1909 році в Турині сер Томас Ліптон організував футбольний турнір, Трофей Сера Томаса Ліптона, який пізніше називали «Найперший чемпіонат світу». Італійці, німці та швейцарці надіслали на цей турнір сильні професіональні клуби, однак англійська федерація футболу у відповідь на пропозицію зробити те ж саме відповіла відмовою. Розуміючи, що без участі родоначальників футболу британців турнір не може вважатися серйозним, Ліптон запросив для участі в турнірі аматорський футбольний клуб з північного сходу Англії під назвою «Вест Окленд» (West Auckland FC). Більшу частину складу цієї команди складали робітники вугільних шахт, однак саме «Вест Окленд» виграв турнір за участю професіоналів з континенту. У 1911 році англійці повернулися в Італію захищати титул, завойований двома роками раніше, і знову виграли турнір, перемігши у фіналі «Ювентус» з розгромним рахунком 6:1.
Сер Томас Ліптон був членом масонської ложі «Scotia» № 178, в Глазго.
Помер сер Томас Ліптон 2 жовтня 1931 року. Спадкоємця у нього не було, і його статок було витрачено на благодійність.